# بیمارستان شهید بهشتی قم
بیمارستان شهید بهشتی قم یک بیمارستان در کلانشهر قم است. این بیمارستان در سال ۱۳۶۶ خورشیدی بنیان نهاده شد که تاکنون بزرگترین مجتمع خدمات درمانی در استان قم است. این بیمارستان که ۶۱۴ تخت خواب ظرفیت دارد، در بلوار شهید بهشتی قم واقع است.
این بیمارستان در سال ۱۳۹۴ به یک مجتمع بیمارستانی تبدیل شد.